# Pontus Wernbloom

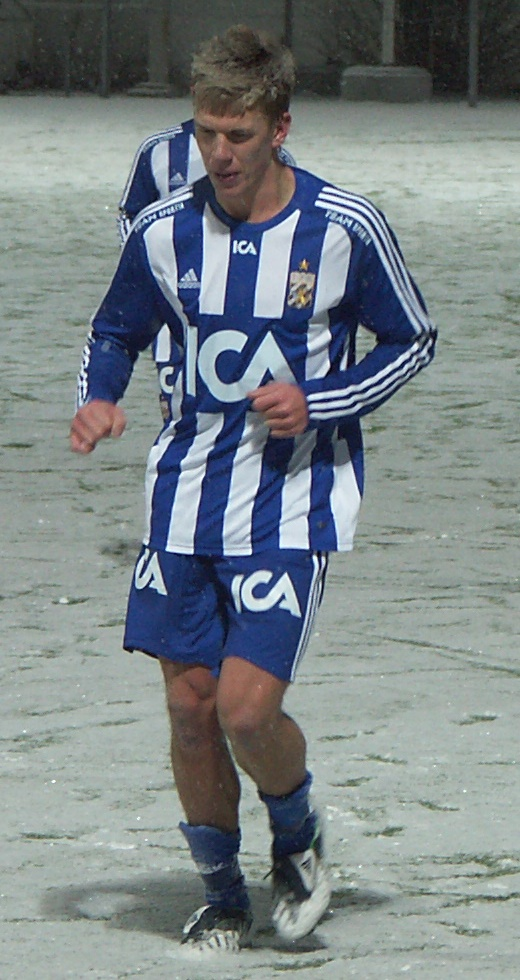
Wernbloom bij IFK Göteborg

Pontus Anders Mikael Wernbloom (Kungälv, 25 juni 1986) is een voormalig Zweeds profvoetballer die doorgaans als middenvelder speelde. Hij verruilde PAOK FC medio 2020 voor IFK Göteborg. Wernbloom was van 2006 tot en met 2016 actief in het Zweeds voetbalelftal, waarvoor hij 51 interlands speelde en twee keer scoorde.

## Clubcarrière
Wernbloom verruilde in 2004 de jeugd van IK Kongahälla voor die van IFK Göteborg. Hier debuteerde hij een jaar later in het betaald voetbal. Hij won in 2007 het Zweedse landskampioen en in 2008 de nationale beker met de club. Na 157 wedstrijden, waarin hij 24 keer doel wist te treffen, werd de inmiddels international door het Nederlandse AZ naar Alkmaar gehaald.
Wernbloom tekende in 2009 een contract bij AZ, de kampioen van Nederland in het voorgaande seizoen. Hiervoor maakte hij zijn debuut in een wedstrijd tegen Heracles Almelo, als invaller. Zijn eerste doelpunt volgde in een met 3-3 gelijkgespeelde wedstrijd tegen VVV-Venlo. Met een stiftje maakte hij daarin zelf de 0-1. In het seizoen 2010/11 speelde hij bij AZ onder trainer Gertjan Verbeek bijna alles. Hij kwam in 2,5 seizoen in Nederland tot speeltijd in 67 Eredivisiewedstrijden, waarin hij zevenmaal scoorde.
Wernbloom verruilde AZ in januari 2012 voor CSKA Moskou. Daarmee won hij vervolgens zowel het Russische landskampioenschap, de nationale beker als de supercup. Wernbloom verlengde in september 2015 zijn contract in Moskou tot medio 2018.
In 2018 liep zijn contract bij CSKA af en in augustus 2018 sloot hij aan bij PAOK FC in Griekenland. In augustus 2020 keerde hij terug bij IFK Göteborg.

## Clubstatistieken
| Seizoen         | Club            | Competitie      | Duels | Goals |
| --------------- | --------------- | --------------- | ----- | ----- |
| 2005            | IFK Göteborg    | Allsvenskan     | 7     | 1     |
| 2006            | IFK Göteborg    | Allsvenskan     | 24    | 6     |
| 2007            | IFK Göteborg    | Allsvenskan     | 24    | 6     |
| 2008            | IFK Göteborg    | Allsvenskan     | 26    | 8     |
| 2009            | IFK Göteborg    | Allsvenskan     | 11    | 5     |
| 2009/10         | AZ              | Eredivisie      | 23    | 1     |
| 2010/11         | AZ              | Eredivisie      | 29    | 4     |
| 2011/12         | AZ              | Eredivisie      | 15    | 2     |
| 2011/12         | CSKA Moskou     | Premjer-Liga    | 11    | 0     |
| 2012/13         | CSKA Moskou     | Premjer-Liga    | 26    | 4     |
| 2013/14         | CSKA Moskou     | Premjer-Liga    | 28    | 1     |
| 2014/15         | CSKA Moskou     | Premjer-Liga    | 25    | 2     |
| 2015/16         | CSKA Moskou     | Premjer-Liga    | 27    | 4     |
| 2016/17         | CSKA Moskou     | Premjer-Liga    | 27    | 1     |
| 2017/18         | CSKA Moskou     | Premjer-Liga    | 23    | 5     |
| 2018/19         | PAOK Saloniki   | Super League    | 11    | 0     |
| 2019/20         | PAOK Saloniki   | Super League    | 0     | 0     |
| 2020            | IFK Göteborg    | Allsvenskan     | 13    | 2     |
| 2021            | IFK Göteborg    | Allsvenskan     | 6     | 0     |
| Carrière totaal | Carrière totaal | Carrière totaal | 356   | 52    |

## Interlandcarrière
Wernbloom debuteerde op 18 januari 2007 onder leiding van bondscoach Lars Lagerbäck in het Zweeds voetbalelftal, tijdens een oefeninterland tegen Ecuador (2-1 nederlaag). Hij moest in dat duel na 56 minuten plaatsmaken voor Daniel Mobaeck. Andere Zweedse debutanten in deze wedstrijd waren Johan Wiland en Niklas Sandberg. Wernbloom werd in het najaar van 2010 een vaste waarde in de selectie van Zweden, waarin hij één wedstrijd op een interlandtoernooi speelde: een groepswedstrijd op het EK 2012. Hij speelde op 29 maart 2016 zijn vijftigste interland, vriendschappelijk tegen Tsjechië (1-1). Bondscoach Erik Hamrén nam Wernbloom op 11 mei 2016 op in de Zweedse selectie voor het EK 2016 in Frankrijk. Zweden werd hier uitgeschakeld in de groepsfase na nederlagen tegen Italië (0-1) en België (0-1) en een gelijkspel tegen Ierland (1-1). Hij kwam zelf niet in actie gedurende het toernooi.
Na afloop van het EK stopte Wernbloom net als zijn landgenoten Zlatan Ibrahimović, Andreas Isaksson en Kim Källström als international.

## Erelijst
| Competitie            |              |                           |              |              |
| Competitie            | Aantal       | Jaren                     |              |              |
| IFK Göteborg          | IFK Göteborg | IFK Göteborg              | IFK Göteborg | IFK Göteborg |
| --------------------- | ------------ | ------------------------- | ------------ | ------------ |
| Kampioen Allsvenskan  | 1x           | 2007                      |              |              |
| Beker van Zweden      | 1x           | 2008                      |              |              |
| Supercupen            | 1x           | 2008                      |              |              |
| CSKA Moskou           |              |                           |              |              |
| Kampioen Premjer-Liga | 3x           | 2012/13, 2013/14, 2015/16 |              |              |
| Beker van Rusland     | 1x           | 2012/13                   |              |              |
| Russische supercup    | 2x           | 2013, 2014                |              |              |
| PAOK Saloniki         |              |                           |              |              |
| Kampioen Super League | 1x           | 2018/19                   |              |              |
| Beker van Griekenland | 1x           | 2018/19                   |              |              |